# Born to Run (Lost)
"Nacida para correr" (título original en inglés: "Born to Run") es el vigésimo segundo episodio de la primera temporada de la serie Lost, de la cadena de televisión ABC. Cuando Michael cae enfermo por envenenamiento, todos sospechan de Kate. Locke le muestra la escotilla a Jack y a Sayid, quienes tienen maneras diferentes de decidir que hacer con ella. Está centrado en Kate Austen.

## Trama

### Flashbacks
Kate está cambiando la matrícula de su coche, tiñéndose el pelo, tomando una ducha y reclamando una carta bajo el alias de Joan Hart. Más tarde regresa a su ciudad natal para visitar a su madre moribunda y, mientras está allí, se encuentra con su exnovio ahora casado Tom Brennan (Mackenzie Astin), quien es médico en el hospital. Los dos deciden desenterrar una cápsula del tiempo para la lonchera que enterraron en 1989. Entre sus contenidos se encuentran el avión de juguete de Tom y una grabación que hicieron para marcar la ocasión del entierro.
Más tarde, con la ayuda de Tom, Kate puede estar sola con su madre (Beth Broderick) y disculparse. Sin embargo, lejos de apaciguarse, su madre comienza a gritar pidiendo ayuda. Kate huye, golpeando a un policía antes de encontrarse con Tom, quien le da las llaves de su auto y se sube a él. Cuando la policía intenta bloquear su salida del hospital, Kate le ruega a Tom que se vaya, pero él se niega. Cuando la policía abre fuego contra el vehículo a toda velocidad, Kate sale fuera del camino antes de chocar contra otro auto más tarde. Con el coche finalmente detenido, Kate mira a Tom y lo encuentra muerto. Angustiada y sin más remedio que huir, Kate sale del coche y corre, quedando atrás el pequeño avión de Tom (que Kate encontraría en el episodio Whatever the Case May Be).

### En la isla
Charlie y Kate discuten la fama que les espera cuando sean rescatados, y esto perturba a Kate. Un sobreviviente llamado Dr. Leslie Arzt (Daniel Roebuck), un profesor de ciencias, de repente anuncia que se acerca la temporada de monzones, donde los vientos van hacia el sur y que tienen que ir hacia el norte para llegar a las rutas de navegación. También exclama que la balsa debe partir de inmediato para que los vientos y el clima no se vuelvan contra ellos. Por esto, Michael se apresura a terminar la balsa.
El último asiento libre en la balsa pone a Kate y a Sawyer en pie de guerra para poderse marchar. Cuando Michael empieza a tener síntomas extraños que sugieren un envenenamiento, Jack sospecha de ambos náufragos por su falta de escrúpulos. Walt le dice a Michael quien fue la persona que destruyó la primera balsa. Sawyer se acerca a Michael en recuperación y le ofrece una botella de antiácido. Enojado y sospechando de él, Michael lo echa de la balsa. Furioso, y finalmente probado más allá de los límites que le permite su paciencia, Sawyer expone el criminalismo de Kate a todos los presentes (significativamente, Sun no está presente). Sawyer le arrebata el bolso y lo vacía para revelar que Kate ha robado el pasaporte de Joanna, la mujer que se ahogó en White Rabbit, en un intento por falsificar su identidad. Kate admite a regañadientes la verdad de que ella era la persona que estaba bajo la custodia del marshal.
La diferencia de opinión sobre abrir o no la escotilla planteada entre Locke y Sayid, queda resuelta cuando Jack opta por la opinión de Locke y los tres deciden abrir el círculo de náufragos que conocen la existencia de la escotilla. Walt advierte a Locke que abrir la escotilla puede traer muy malas consecuencias para el grupo y, por el miedo atroz que siente, accede a marcharse en la balsa junto a su padre.
Al final, Jack descubre que Sun había envenenado el agua para evitar que Jin se fuera de la isla, y accidentalmente Michael resultó afectado.